# Briaucourt (Haute-Saône)
Briaucourt is een gemeente in het Franse departement Haute-Saône (regio Bourgogne-Franche-Comté) en telt 244 inwoners (2011). De plaats maakt deel uit van het arrondissement Lure.

## Geografie
De oppervlakte van Briaucourt bedraagt 9,8 km², de bevolkingsdichtheid is 24,9 inwoners per km².
De onderstaande kaart toont de ligging van Briaucourt (Haute-Saône) met de belangrijkste infrastructuur en aangrenzende gemeenten.

## Demografie
Onderstaande figuur toont het verloop van het inwonertal (bron: INSEE-tellingen).